# Laurence St-Germain
Laurence St-Germain (Quebec, 30 mei 1994) is een Canadese alpineskiester. Ze vertegenwoordigde haar vaderland op de Olympische Winterspelen 2018 in Pyeongchang en op de Olympische Winterspelen 2022 in Peking.

## Carrière
St-Germain maakte haar wereldbekerdebuut in november 2015 in Aspen. In november 2017 scoorde de Canadese in Levi haar eerste wereldbekerpunten. Tijdens de Olympisch Winterspelen van 2018 in Pyeongchang eindigde ze als vijftiende op slalom, samen met Candace Crawford, Erin Mielzynski, Phil Brown, Trevor Philp en Erik Read eindigde ze als negende in de landenwedstrijd.
In december 2018 behaalde St-Germain in Semmering haar eerste toptienklassering in een wereldbekerwedstrijd. Op de wereldkampioenschappen alpineskiën 2019 in Åre eindigde ze als zesde op de slalom, in de landenwedstrijd eindigde ze samen met Erin Mielzynski, Roni Remme, Trevor Philp, Erik Read en Brodie Seger op de negende plaats. In Cortina d'Ampezzo nam de Canadese deel aan de wereldkampioenschappen alpineskiën 2021. Op dit toernooi eindigde ze als zeventiende op de slalom. Tijdens de Olympische Winterspelen van 2022 in Peking eindigde St-Germain als zeventiende op de slalom.
Op de wereldkampioenschappen alpineskiën 2023 in Méribel veroverde ze de wereldtitel op de slalom.

## Resultaten

### Olympische Winterspelen
| Jaar | Plaats      | Onderdeel | Onderdeel | Onderdeel    | Onderdeel | Onderdeel         | Onderdeel    |
| Jaar | Plaats      | Afdaling  | Slalom    | Reuzenslalom | Super G   | Alpine combinatie | Parallelteam |
| ---- | ----------- | --------- | --------- | ------------ | --------- | ----------------- | ------------ |
| 2018 | Pyeongchang | –         | 15e       | –            | –         | –                 | 9e           |
| 2022 | Peking      | –         | 17e       | –            | –         | –                 | –            |

### Wereldkampioenschappen
| Jaar | Plaats            | Onderdeel | Onderdeel | Onderdeel    | Onderdeel | Onderdeel         | Onderdeel | Onderdeel    | Onderdeel |
| Jaar | Plaats            | Afdaling  | Slalom    | Reuzenslalom | Super G   | Alpine combinatie | Parallel  | Parallelteam |           |
| ---- | ----------------- | --------- | --------- | ------------ | --------- | ----------------- | --------- | ------------ | --------- |
| 2019 | Åre               | –         | 6e        | –            | –         | –                 |           | 9e           |           |
| 2021 | Cortina d'Ampezzo | –         | 17e       | –            | –         | –                 | –         | –            |           |
| 2023 | Méribel           | –         | Goud      | –            | –         | –                 | –         | –            |           |

### Wereldbeker
Eindklasseringen
| Seizoen   | Algm | SL  | PAR |
| --------- | ---- | --- | --- |
| 2017/2018 | 90e  | 33e | –   |
| 2018/2019 | 42e  | 13e | –   |
| 2019/2020 | 48e  | 18e | 11e |
| 2020/2021 | 30e  | 8e  | –   |
| 2021/2022 | 52e  | 15e | –   |